# 松井旭
松井 旭（まつい あさひ、1927年（昭和2年）11月24日 - 2012年（平成24年）2月21日）は、日本の官僚、政治家。第18代～23代千葉市長（1977年 - 2001年(6期)）。

## 経歴
北海道旭川市生まれ、広島県広島市育ち。
前市長荒木和成の市政で女房役を務めていたが、荒木が在職中に急逝したことに伴い1977年7月10日の市長選挙に出馬し、初当選。
以後、6期24年間に亘り千葉市長を務め、千葉都市モノレール、幕張メッセなどの都市基盤整備やロッテ球団誘致、政令指定都市昇格などに尽力した。
また、荒木が中止させていた新東京国際空港（現・成田国際空港）の航空燃料パイプライン敷設工事について新東京国際空港公団の協力要請に応じ、貨物列車による航空燃料暫定輸送の〝見返り〟として、市内2カ所の踏切の立体化や、西千葉駅近くの国鉄跡地の払い下げを運輸省から引き出した。一方、当時成田空港問題対処にあたっていた自民党の佐藤文生は、これらの事柄については荒木存命中に既に政府・千葉市間で交渉が進められていたとしている。
1977年9月14日に松井は運輸大臣田村元、新東京国際空港公団総裁大塚茂とジェット燃料暫定輸送の協定に調印した。田村運輸相は「大塚君、松井市長に頭を下げろよ。この人のおかげで開港できるんだからな」と言い、開港の目途がついた大塚空港公団総裁は大喜びで松井と握手をかわした。
2001年退任。2002年勲二等瑞宝章受章。

## 年譜
- 1927年 歩兵第27連隊大隊長松井源之助の子として生まれる[5]。
- 1945年
  - 陸軍予科士官学校（第60期）卒業。
  - 日本の降伏により陸軍士官学校解散。武器庫から刀などを奪い反乱を試みるも失敗し、謹慎[5]。
- 1946年 新潟県庁地方課に就職[5]。
- 1948年 内事局移籍[5]。
- 1951年 中央大学専門部経済学科卒業[6]。
- 1952年 自治省選挙部勤務[6]。
- 1958年 自治省財政局財政課勤務[6]。
- 1960年 公営企業金融公庫総務課庶務係長。
- 1964年 山口県下関市財政部長[6]。大量首切りに着手し、財政再建の実績を上げる[5]。
- 1967年
  - 自治省税務局市町村税課長補佐
  - 千葉県衛生部主幹[6]。公害行政を担当[5]。
- 1969年 千葉市財政部長[5][6]。
- 1974年 千葉市第二助役[6]。
- 1977年 千葉市長初就任[6]（以降6期）
- 2001年 千葉市長を退任
- 2012年2月21日 肺炎のため死去、84歳没[7]。死没日をもって正四位に叙される[8]。